# 诺基亚 Asha 200
诺基亚 Asha 200（中国大陆官方称诺基亚 2000）是诺基亚推出的一款Asha系列的非智能手机，使用Series 40 开发者平台1.1和Nokia OS系统，并且支持双卡以及轻松切换。